# Linda Bengtzing

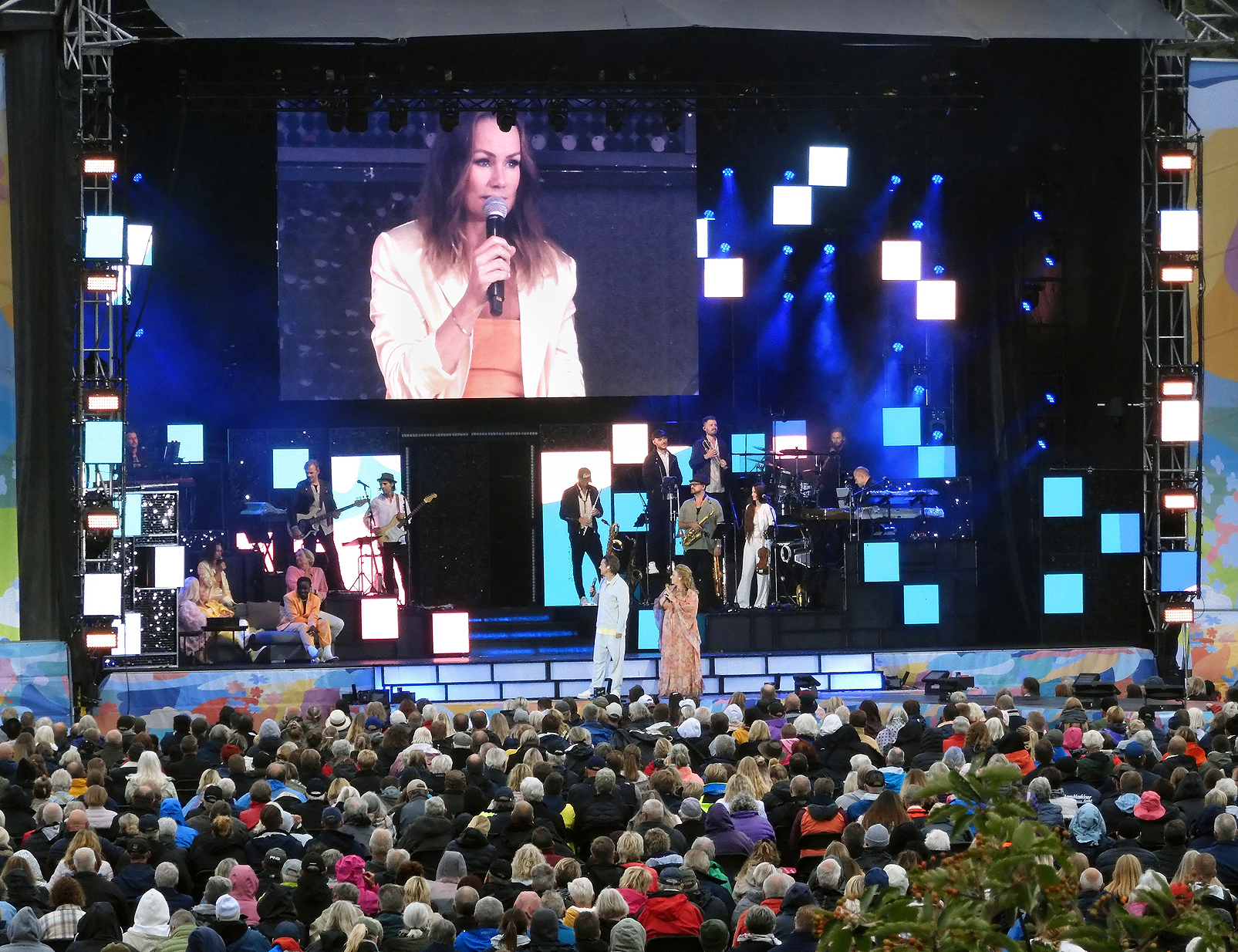
Linda Bengtzing in Ystad 2021.

Linda Bengtzing (née le 13 mars 1974 à Gullspång, Comté de Västra Götaland, Suède), est une chanteuse suédoise.

## Biographie
Linda Bengtzing enregistre quelques singles en 1986 après avoir remporté un concours aux talents dans un restaurant à Arboga.
En 2004, elle participe à la quatrième et dernière saison de Fame Factory, version suédoise de la Star Academy.
Dans le même temps, la chanson qu'elle interprète « Alla flickor » (Toutes les filles) est présélectionnée pour le Melodifestivalen 2005, télé-crochet qui permet de choisir le représentant suédois au Concours Eurovision de la chanson. Sa chanson surprend et se qualifie pour la finale où elle termine à la dernière place avec 15 points. Son single atteint la 8e place des charts suédois et quelques mois plus tard, le titre « Diamanter » trône à la 32e place.
Un an plus tard, elle participe au Melodifestivalen 2006 avec « Jag ljuger så bra » qui se qualifie pour la finale, terminant à la 7e place avec 56 points.
Elle retente sa chance au Melodifestivalen 2008 avec « Hur svårt kan det va ? », qualifiée également et se hissant à la 5e place de la finale avec 64 points.
Au Melodifestivalen 2011, elle interprète le titre « E de fel på mig? » qui est choisi par le public pour la finale. Elle se classe alors à la 7e place avec 58 points.
Elle participe ensuite au Melodifestivalen 2014, 2016 et 2020, avec les titres respectifs « Ta mig », « Killer Girl » et « Alla mina sorger ». Elle ne parvient plus à se qualifier pour la finale, se hissant respectivement à la 5e, 7e puis 6e place des demi-finales.

## Discographie

### Albums
| Année | Titre                      |
| ----- | -------------------------- |
| 2006  | Ingenting att Förlora (en) |
| 2008  | Vild & galen (sv)          |
| 2011  | Min karusell               |

### Single
- 2005: Alla flickor
- 2005: Diamanter
- 2006: Jag ljuger så bra
- 2006: I gult och blått
- 2006: Kan du se
- 2007: Värsta schlagern
- 2008: Hur svårt kan det va?
- 2009: Not That Kind of Girl (avec Kim-Lian)
- 2010: Victorious (avec Velvet)
- 2011: E det fel på mig?
- 2014: Ta mig
- 2014: Ingenting
- 2016: Killer Girl
- 2020: Alla Mina Sorger
- 2020: Äntligen
- 2020: Home For Christmas
- 2021: It’s OK
- 2022: Fyrfaldigt hurra
- 2023: Genom sol och regn